# Liste der Monuments historiques in Domloup
Die Liste der Monuments historiques in Domloup führt die Monuments historiques in der französischen Gemeinde Domloup auf.

## Liste der Bauwerke
| Bezeichnung                      | Beschreibung | Standort                  | Kennzeichnung | Schutzstatus | Datum | Bild |
| -------------------------------- | ------------ | ------------------------- | ------------- | ------------ | ----- | ---- |
| Kapelle Notre-Dame-de-la-Rivière |              | Route de Nouvoitou (Lage) | PA00090551    | Inscrit      | 1973  |      |

## Liste der Objekte

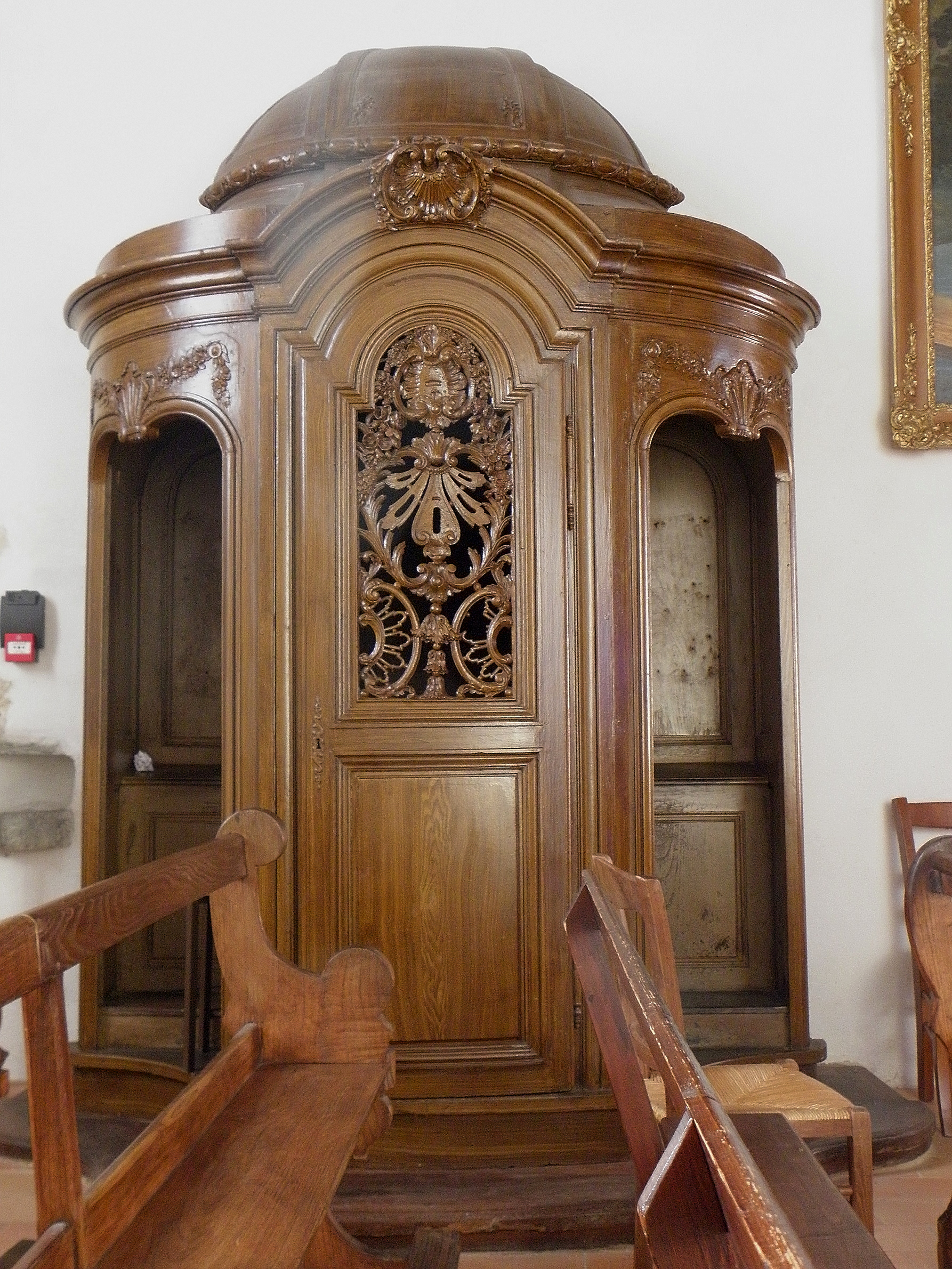
Beichtstuhl (1775) in der Kirche St-Loup

- Monuments historiques (Objekte) in Domloup in der Base Palissy des französischen Kultusministeriums